# گورستان لاخوشک ۱
گورستان لاخوشک ۱ مربوط به دوره هخامنشی - دوره اشکانیان است و در شهرستان کوهرنگ، بخش مرکزی، دهستان شوراب تنگزی، ۱/۵ کیلومتری شمال شرق روستیا دهنوی پایین در کوه لاخوشک واقع شده و این اثر در تاریخ ۲۷ اسفند ۱۳۸۷ با شمارهٔ ثبت ۲۶۳۱۷ به‌عنوان یکی از آثار ملی ایران به ثبت رسیده است.